# Sulzbach-Rosenberg
Sulzbach-Rosenberg är en stad i Landkreis Amberg-Sulzbach i Regierungsbezirk Oberpfalz i förbundslandet Bayern i Tyskland.  Den ligger cirka 50 km öster om Nürnberg och bildades 1934 genom en sammanslagning av staden Sulzbach med kommunen Rosenberg. Fram till 1972 var den administrationscentrum för Landkreis Sulzbach-Rosenberg. Staden består av två delar, Salzbach i väster och Rosenberg i öster.